# Lliga catalana de bàsquet femenina 2019-2020
La XXXI Lliga Nacional Catalana Femenina 2019 fou la trenta-unena edició de la Lliga catalana de bàsquet. La competició se celebrà el 15 de setembre de 2019 al Palau d'Esports de La Seu d'Urgell. Fou organitzada per la Federació Catalana de Basquetbol. Hi participaren l'Spar Citylift Girona, vigent campió, i el Cadí la Seu, disputant la desena final consecutiva entre gironines i alturgellenques. Es proclamà campió l'Spar Citylift Girona, que guanyà el seu vuitè títol, superant el rècord històric de l'Universitari de Barcelona. Individualment, destacà l'actuació de l'aler francesa Magali Mendy amb 13 punts, 6 recuperacions, 5 assistències i 4 rebots, que fou escollida MVP de la final. La final fou retransmesa en directe pel canal Esport3.

## Quadre de competició
|  | Final                |    |
|  |                      |    |
|  | 15 de setembre       |    |
|  |                      |    |
|  | Cadí la Seu          | 46 |
|  | Cadí la Seu          | 46 |
|  | Spar Citylift Girona | 66 |
|  | Spar Citylift Girona | 66 |

## Final
| En negreta = Equip guanyador Pts = Punts Rebs = Rebots Assis = Assistències Val = Valoració Nota: Noms dels equips segons l'època |

| 15 de setembre de 2019 Acta | Cadí la Seu                                           | 46–66 | Spar Citylift Girona                                                 | Palau d'Esports de La Seu d'Urgell Assistència: 500 espectadors Àrbitres: Antoni Zamora, Andrés Fernández i Eva Aresté |
| 15 de setembre de 2019 Acta | Resultats per quarts: 9-20, 13-24, 14-12, 10-10       |       |                                                                      | Palau d'Esports de La Seu d'Urgell Assistència: 500 espectadors Àrbitres: Antoni Zamora, Andrés Fernández i Eva Aresté |
| 15 de setembre de 2019 Acta | Pts: Díaz 12 Rebs: Bahí 4 Assist: Díaz 4 Val: Díaz 12 |       | Pts: Mendy, Elonu 13 Rebs: Coulibaly 7 Assist: Mendy 5 Val: Mendy 21 | Palau d'Esports de La Seu d'Urgell Assistència: 500 espectadors Àrbitres: Antoni Zamora, Andrés Fernández i Eva Aresté |

| Cadí la Seu | Spar Citylift Girona |

| #            | Jugadora        | Pts | Rbs. | Ass. | Val. |
| ------------ | --------------- | --- | ---- | ---- | ---- |
| 2            | Tinara Moore    | 11  | 2    | 0    | 7    |
| 7            | Anna Palma      | 0   | 2    | 0    | -2   |
| 8            | Irati Etxarri   | 10  | 1    | 1    | 3    |
| 9            | Laura Peña      | 0   | 2    | 2    | 4    |
| 10           | Yurena Díaz     | 12  | 1    | 4    | 12   |
| 11           | Ariadna Pujol   | 0   | 1    | 0    | -1   |
| 13           | Lucila Pascua   | 0   | 2    | 0    | -4   |
| 14           | Georgina Bahí   | 2   | 4    | 2    | 0    |
| 17           | Jovana Nogic    | 7   | 3    | 2    | 4    |
| 22           | Elin Gustavsson | 4   | 3    | 3    | 10   |
| 33           | Sonia Garcia    | 0   | 0    | 0    | -2   |
| 35           | Julia Palomo    | N/D | N/D  | N/D  | N/D  |
| Equip        | Equip           | 0   | 8    | 0    | 7    |
| Total        | Total           | 46  | 29   | 14   | 40   |
| Entrenador   |                 |     |      |      |      |
| Bernat Canut |                 |     |      |      |      |

| Campió de la Lliga Catalana 2018-2019 |
| ------------------------------------- |
| Spar Citylift Girona Vuitè títol      |
| MVP                                   |
| Magali Mendy                          |

| #          | Jugadora         | Pts | Rbs. | Ass. | Val. |
| ---------- | ---------------- | --- | ---- | ---- | ---- |
| 2          | Adaora Elonu     | 8   | 1    | 2    | 6    |
| 3          | Laia Palau       | 5   | 1    | 2    | 4    |
| 4          | Magali Mendy     | 13  | 4    | 5    | 21   |
| 6          | Rosó Buch        | 8   | 1    | 2    | 6    |
| 8          | María Araújo     | 3   | 4    | 2    | 1    |
| 10         | Laura Méndez     | 0   | 0    | 0    | 0    |
| 12         | Júlia Soler      | 2   | 0    | 0    | -2   |
| 13         | Laia Moya        | 0   | 1    | 0    | 1    |
| 14         | Tijana Ajdukovic | 8   | 4    | 1    | 12   |
| 15         | Nuria Bagaria    | 0   | 0    | 0    | 0    |
| 16         | Helena Oma       | 10  | 4    | 1    | 11   |
| 57         | Mima Coulibaly   | 4   | 7    | 0    | 18   |
| Equip      | Equip            | 0   | 5    | 0    | 3    |
| Total      | Total            | 66  | 34   | 17   | 93   |
| Entrenador |                  |     |      |      |      |
| Eric Surís |                  |     |      |      |      |